# Aquarius glaucus
Aquarius glaucus (лат.) — гелофитное травянистое растение, вид рода Аквариус (Aquarius) семейства Частуховые (Alismataceae). Популярное оранжерейное растение, которое в культуре более известно под синонимичным названием эхинодо́рус сизый (лат. Echinodorus glaucus), поскольку длительное время вид относился в роду Эхинодорус (Echinodorus).

## Описание
Гелофитное травянистое растение. Типично болотное растение, которое под водой постоянно не растёт, но может существовать, будучи погружённым в воду.
Листья ланцетовидные с волнистыми краями, длиной 50–100 см, собраны в розетку. На листовых пластинах хорошо заметен слой воска, придающий им сине-зелёный или серо-зелёный цвет
Цветоносы прямостоячие, длиной по 80–160 см, между мутовками трёхгранные. Соцветия широко разветвленные, несут многочисленные снежно-белые цветки диаметром 3–4 см, которые в различных частях соцветия раскрываются одновременно. 

## Ареал
Эндемичное растение бразильского штата Мату-Гросу.